# Handschriften van het Nieuwe Testament

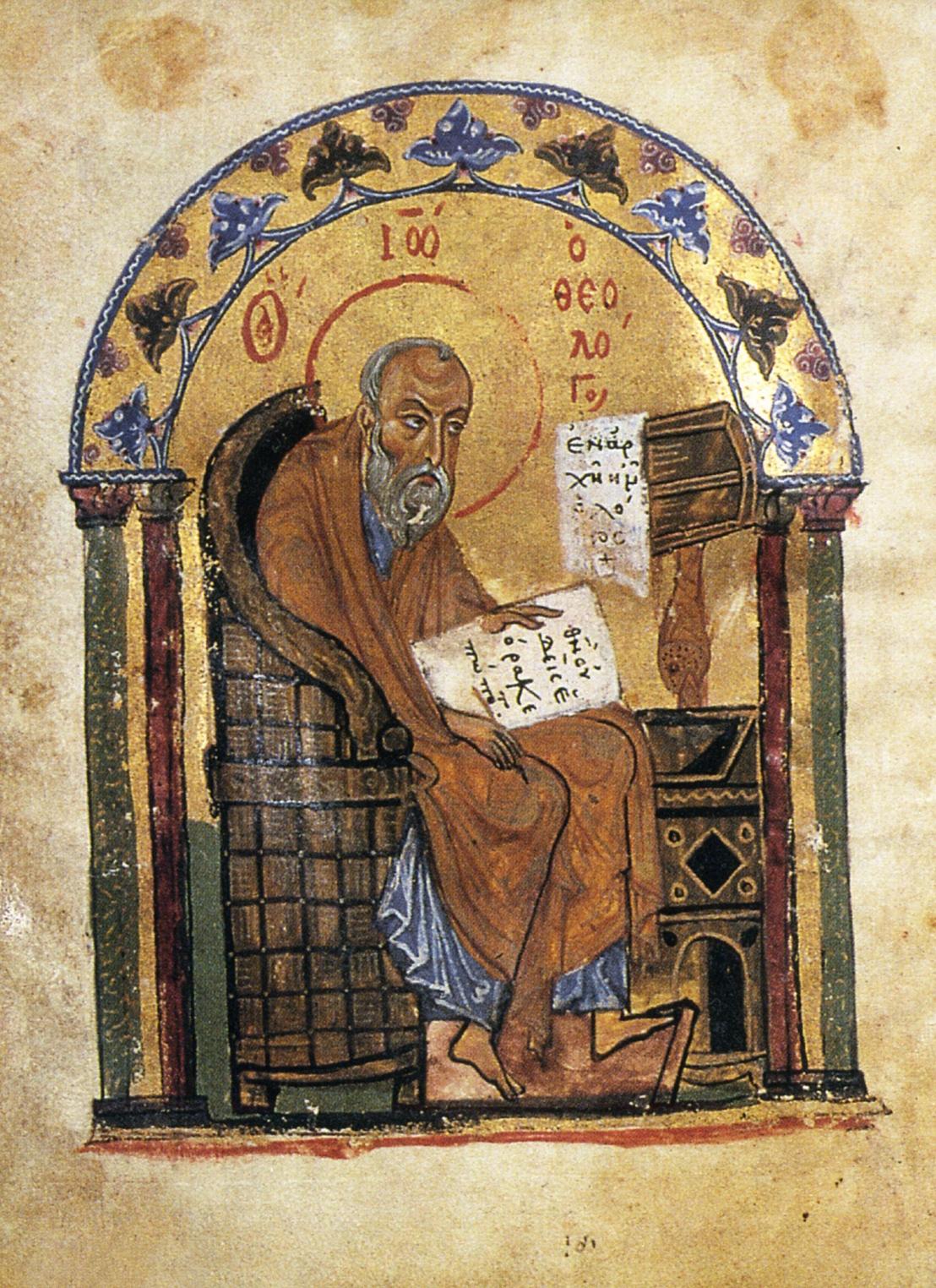
Minuskel 1425 (AD 1125), met de Evangelist Johannes

Handschriften van het Nieuwe Testament zijn delen van het Nieuwe Testament, (het laatste gedeelte van de Bijbel), die met de hand geschreven zijn. Vóór de uitvinding van de boekdrukkunst waren er alleen maar manuscripten (met de hand geschreven originelen en afschriften).
Er zijn meer handschriften van het Nieuwe Testament voorhanden dan van welk ander boek uit de Oudheid ook. Doordat de tekst honderden jaren lang gekopieerd is, zijn er allerlei varianten ontstaan, met meestal vrij kleine onderlinge verschillen in de tekst. Tekstkritiek is de discipline die van al deze varianten nagaat wat het origineel is en zo probeert de oorspronkelijke tekst te reconstrueren.

## Materiaal
De oudste handschriften van het Nieuwe Testament zijn geschreven op papyrus, dat gemaakt wordt van riet, dat veel bij de Nijl groeit. Papyrus bleef in gebruik tot de 8e eeuw. Papyrus is erg kwetsbaar, delen van bijvoorbeeld de Oxyrhynchus papyri bestaan uit slechts een fragment van een bladzijde. De Chester Beatty papyri en de Bodmer papyri geven wel vaak flinke stukken tekst.
Vanaf het begin van de vierde eeuw werd perkament of vellum steeds vaker gebruikt voor handschriften van het Nieuwe Testament.

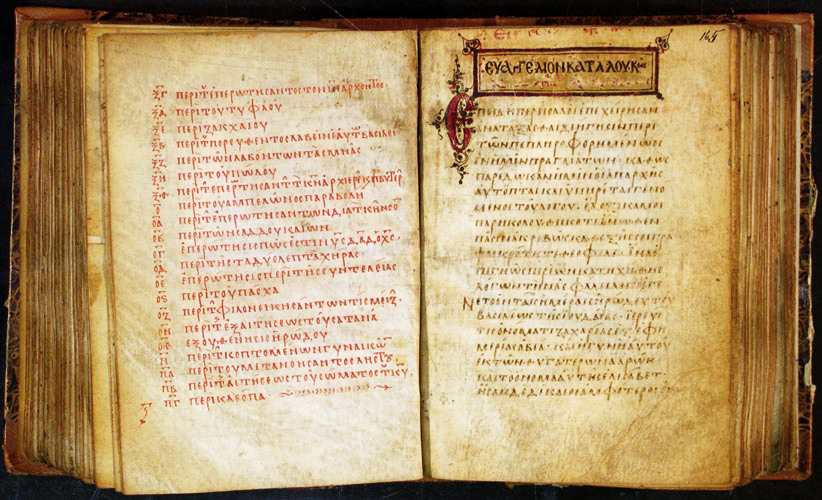
Codex Petropolitanus; 9e-eeuws unciaal als voorbeeld van een codex

### Taal
Hoewel de uitspraken van Jezus zeer waarschijnlijk in het Aramees of Hebreeuws zijn gedaan, is het Nieuwe Testament ons in het koine-Grieks overgeleverd.
Al in de tweede eeuw verschenen er vertalingen in het Latijn, het Syrisch enzovoorts; de grondtekst is echter Grieks; ook de Syrische (Aramese) handschriften bevatten een uit het Grieks vertaalde tekst.

### Codex
Van de niet-christelijke handschriften uit de tweede eeuw is 97% in de vorm van boekrollen, de acht oudste christelijke handschriften zijn echter, net als de meeste wat jongere handschriften van het Nieuwe testament, codices, in boekvorm. Vergeleken met anderen hadden christenen een duidelijke voorkeur voor de boek- of codexvorm. Lange teksten, zoals het Nieuwe Testament, pasten niet op een boekrol, maar een codex kon zo dik zijn als nodig.

### Bundeling
Het Nieuwe Testament zoals dat na verloop van tijd geaccepteerd is, bestaat uit 27 boeken. Al vrij snel, eind eerste eeuw werden die gebundeld: 
- Evangeliën: Ignatius heeft in 115 al een bundel.
- Brieven van Paulus: in 96 lijkt Clemens al over de brieven van Paulus te beschikken en veronderstelt van de lezers van zijn brief hetzelfde; ook de schrijver van 2 Petrus veronderstelt de brieven van Paulus bekend.
- Een belangrijke schakel tussen deze bundels was het boek Handelingen der Apostelen, die bij de Katholieke boeken werd ondergebracht.
- In de vierde eeuw verschenen uitgaven van de gehele Bijbel op perkament (Codex Vaticanus; Codex Sinaïticus).

### Canon
De vier Evangeliën en tien van de brieven van Paulus lijken, behalve dan door de alom afgewezen Marcion niet betwist te zijn geweest. In de vierde eeuw is de Canon van het Nieuwe Testament algemeen geaccepteerd. De discussie over boeken als de Brief van Barnabas, twee brieven van Clemens Romanus; de Herder van Hermas, de Didache (niet opgenomen) enerzijds en de Pastorale brieven, de Brief aan de Hebreeën, 2 en 3 Johannes, 2 Petrus en Judas (wel opgenomen) anderzijds, was afgerond; het Nieuwe Testament bestaat sindsdien uit 27 boeken.

### Hoofdletters
Er is verschil in schrifttype tussen de handschriften. Soms zijn er blokletters, andere keren is het schrift cursief. Een ander verschil is tussen hoofdletters, unciaal, en kleine letters, minuskel. De hoofdletters waren allemaal even groot, terwijl de minuskels boven en onder de regel uitkwamen. Over het algemeen zijn de unciaalhandschriften ouder dan de minuskelhandschriften; de scheidslijn ligt ongeveer in de elfde eeuw.

### Geïllustreerde handschriften

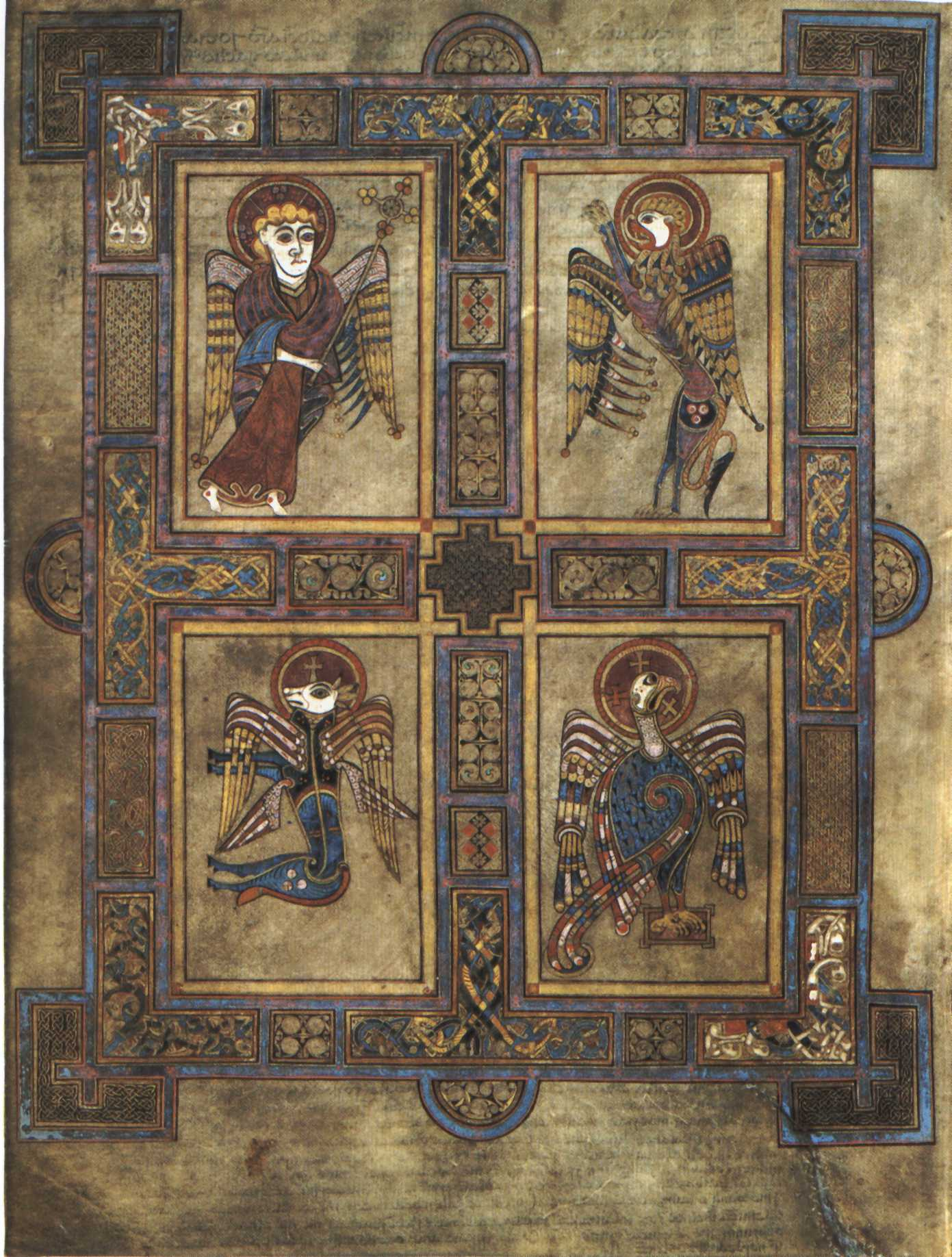
Book of Kells: De vier evangelisten.

Met het verstrijken der eeuwen ging men er steeds meer toe over de handschriften prachtig te illustreren; hoogtepunten zijn het Book of Kells en het Book of Durrow.

### Leestekens
De oudste handschriften hebben nauwelijks leestekens als punten of komma’s, of spaties. Woorden, zinnen, paragrafen rijgen zich aaneen. Aan het eind van de regel wordt zonder meer midden in een woord afgebroken. Boeken waren duur en zo werd er materiaal bespaard. Nomina sacra, de ‘heilige namen’, werden vaak afgekort. "Christus Jezus" schrijft men dan als ChS JS; met een streep er boven.
Soms werd schrijfmateriaal opnieuw gebruikt door een tekst over de oude tekst heen te schrijven: een palimpsest, zoals de Codex Ephraemi Rescriptus.
Oorspronkelijk kent het Nieuwe Testament geen indeling in verzen of hoofdstukken. Pas na 400 kwam er een indeling in hoofdstukken tot stand.
Het systeem van indeling in genummerde verzen zoals we dit nu kennen, werd geïntroduceerd door de drukker Robert Etienne bij gedrukte Bijbeluitgaven in de helft van de 16e eeuw.

### Gregory-Aland
Caspar René Gregory deelde in 1908 in Die griechischen Handschriften des Neuen Testaments, (De Griekse handschriften van het Nieuwe Testament) in vier groepen in: papyri, uncialen, minuskels en lectionaria. De meeste Papyri zijn natuurlijk ook met unciale letters geschreven. Met uncialen worden in dit verband echter perkamenten aangeduid.
Gregory voerde de P in als aanduiding van een papyrus, een 0 voor de uncialen, en een ℓ voor de lectionaria. Kurt Aland zette het werk van Gregory voort, daarom wordt gesproken van de indeling van Gregory-Aland.

### Tekstfamilies en tekstontwikkeling
In de achttiende eeuw ontstond de theorie dat de handschriften van het Nieuwe Testament zijn in te delen in tekstfamilies of teksttypen. Deze theorie heeft in verschillende vormen tot en met de twintigste eeuw bestaan, maar geldt inmiddels als achterhaald door de coherentiemethode. Meestal werden de volgende families onderscheiden:
- Byzantijnse tekst: ook wel: Koine of meerderheidstekst, een teksttype dat later dan de andere ontstond en vanaf de negende eeuw een grote overenkomsten laat zien. Deels (in de Evangeliën) vertegenwoordigd in de Codex Alexandrinus (A02), verder vooral in de minuskels.

De grondtekst van de Statenvertaling, de vertaling van Luther en de King Jamesvertaling wordt (Textus Receptus) genoemd. Deze Textus Receptus is gebaseerd op een versie van de Byzantijnse meerderheidstekst, al zijn er verschillen.
- Westerse tekst: bewaard in Codex Bezae (D of 05) voor de Evangeliën en Handelingen van de Apostelen; en in de Codex Claromontanus (D of 06) voor de Brieven van Paulus en de Brief aan de Hebreeën. De westerse tekst is daarnaast te reconstrueren uit de oude Latijnse en Syrische vertalingen. Het is een nogal vrije tekst, die (hoewel ontstaan in het Latijn sprekende Noord-Afrika), vooral in het Westen circuleerde, en de grondtekst was voor de Latijnse vertalingen, die haar vervolgens zouden vervangen. Omdat de tekst niet in het Westen is ontstaan noemt Aland haar de D-tekst.
- Alexandrijnse tekst: Een nauwkeurig overgeleverde tekst, die in Egypte werd overgeleverd tot de opkomst van de islam. Vertegenwoordigd in Codex Vaticanus (B of 03), Codex Sinaiticus (01 of alef א), vaak bevestigd door de oude papyri.
- Sommigen onderscheiden nog een vierde, Caesareaanse tekst, die vertegenwoordigd zou worden door familie 1 en familie 13.

Wanneer men deze vermeende families test op coherentie, blijkt dat handschriften van de laatste drie families te weinig overeenkomsten binnen hun eigen groep hebben om daadwerkelijk een familie te vormen. De laat-Byzantijnse meerderheidstekst is wel opvallend homogeen.

## Voorbeelden

### 1. Griekse handschriften

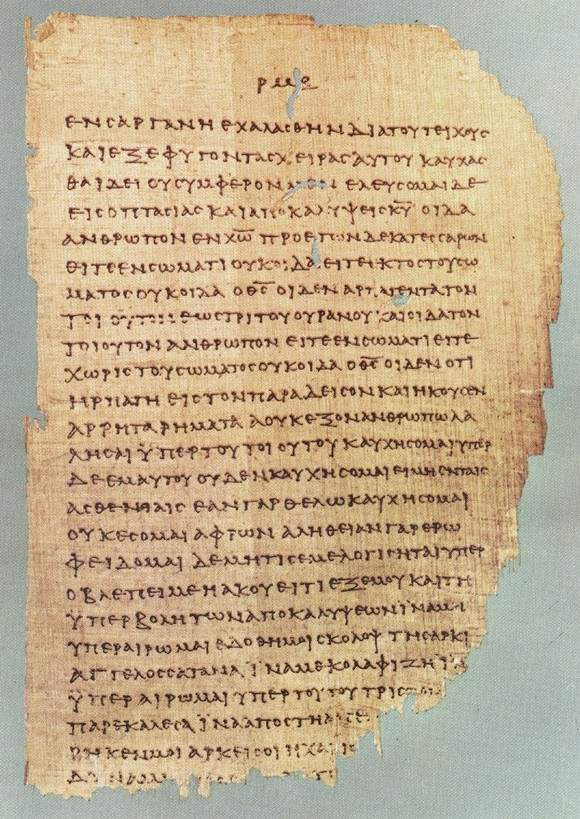
Blad van Papyrus 46 met 2 Korinthiërs 11:33-12:9

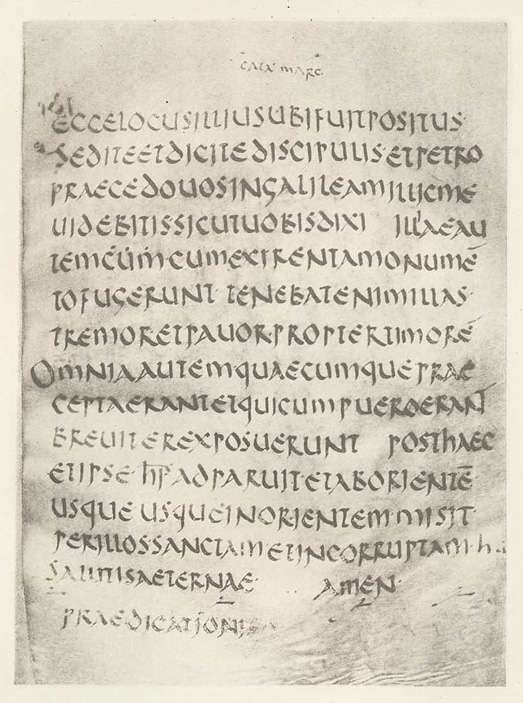
Codex Bobbiensis, k, 4e/5e eeuw,– De laatste bladzijde van een latijnse versie van het Evangelie volgens Marcus

- 1a Papyri : ca. 140, over het algemeen zeer oude (2e tot en met 7e eeuw), op het vergankelijke papyrus geschreven Bijbelgedeelten.

Sommige papyri zijn slechts een klein fragment. Niet alle zijn professionele handschriften: er bevinden zich onder de papyri talismans (Papyrus 50, 78), lektionariën (Papyrus 2, 3 en 4); uittreksels (43, 78) en zelfs schrijfoefeningen (10).
Vrijwel alle belangrijke papyri van het Nieuwe Testament zijn gevonden of gekocht in Egypte.
Belangrijke verzamelingen zijn:
- Oxyrhynchus papyri; talloze papyri (ook met niet-christelijke teksten) die bij opgravingen gevonden zijn in Oxyrhynchus; veelal erg oud; vaak slechts een fragment;
- Chester Beatty papyri 45, 46 en 47 die Chester Beatty rond 1930 van een handelaar kocht, en
- Bodmer papyri de Papyri die Bodmer in 1952 kocht, met onder meer papyrus 66, 72 en 75.

Voorbeelden zijn:
1. Papyrus 1 (Oxyrhynchus Papyrus 2) (rond 250 n.Chr.) Mattheüs 1; Universiteitsmuseum Pennsylvania.
2. Papyrus 45 (Papyrus Chester Beatty I)(rond 250 n.Chr.) Mattheüs, Marcus, Lucas (Dublin, Chester Beatty Library)
3. Papyrus 46 (Papyrus Chester Beatty II) (rond 225 n.Chr.) Brieven van Paulus (Dublin, Chester Beatty Library)
4. Papyrus 52; (Rylands Papyrus) (rond 125 n.Chr.) Fragment van Johannes 18 (Manchester, John Rylands Library)
5. Papyrus 66 (Papyrus Bodmer II) (rond 200 n.Chr.) Johannes-evangelie; (Cologny, Biblioteca Bodmeriana).
6. Papyrus 72 (Papyrus Bodmer VII-IX) (300-400) Brieven van Petrus en Judas, Biblioteca Apostolica Vaticana
7. Papyrus 75 (Papyrus Bodmer XV) (rond 200 n.Chr.) Lukas- en Johannes-evangelie (Biblioteca Apostolica Vaticana)

.

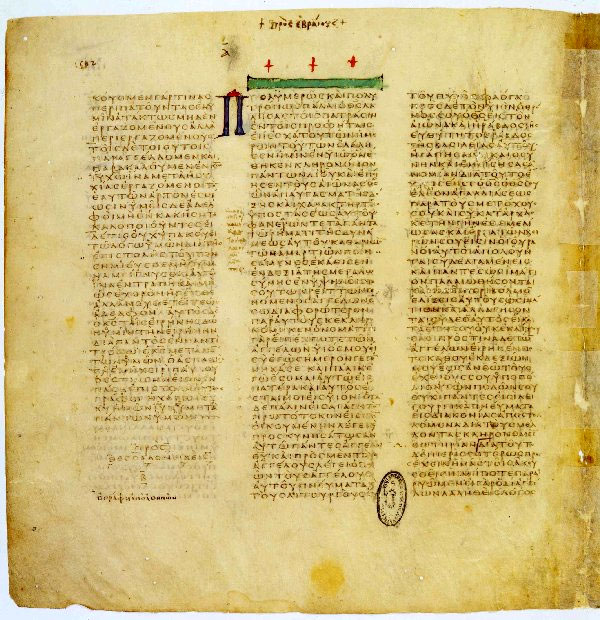
Bladzijde uit de Codex Vaticanus met een gedeelte uit 2 Thessalonicenzen en Hebreeën

- 1b Uncialen : In hoofdletters op perkament geschreven al dan niet volledige handschriften van het Nieuwe Testament, voornamelijk afkomstig uit de 4e t/m 11e eeuw. Momenteel zijn er minstens 318 exemplaren bekend, maar van tijd tot tijd worden nog nieuwe uncialen ontdekt.

Voorbeelden zijn:
1. Codex א (alef) of 01; Codex Sinaiticus; 4e eeuw; Londen, British Library. Bekend is het verhaal hoe Konstantin von Tischendorf dit belangrijke handschrift ontdekte in het Sint Catharinaklooster op de berg Sinaï. Bevat delen van de Septuaginta, het volledige Nieuwe Testament, de Pastor van Hermas en de Brief van Barnabas. Bevindt zich grotendeels in de British Library te Londen.
2. Codex A (02); Codex Alexandrinus 5e eeuw, London, British Library; vroegste getuige van sommige Byzantijnse tekstvarianten. Bevindt zich eveneens in de British Library.
3. Codex B (03); Codex Vaticanus, 4e eeuw, bevindt zich sinds 1448 in de Biblioteca Apostolica Vaticana. Wordt als zeer betrouwbaar beschouwd; bevat het grootste deel van de Septuaginta en het overgrote deel van het Nieuwe Testament (alleen een deel van Hebreeën, de Pastorale brieven en Openbaring ontbreken).
4. Codex C (04); Codex Ephraemi Rescriptus, 5e eeuw: een palimpsest; onder het 12e-eeuwse heiligenverhaal over Efraïm de Syriër bevindt zich een Bijbeltekst uit de 5e eeuw. Deze tekst is, met hiaten, weer leesbaar gemaakt. Codex C bevindt zich in de Bibliothèque nationale de France te Parijs.
5. Codex D (05); Codex Bezae (05); 5e eeuw, Cambridge, Cambridge University Library; bevat de Evangeliën en Handelingen van de Apostelen in Latijn en Grieks.
6. Codex D (06) Codex Claromontanus; 6e eeuw, Bibliothèque nationale de France, te Parijs; bevat de brieven van Paulus en de Brief aan de Hebreeën in Latijn en Grieks. De laatste twee (D05 en D06) zijn getuigen van de westerse tekst.

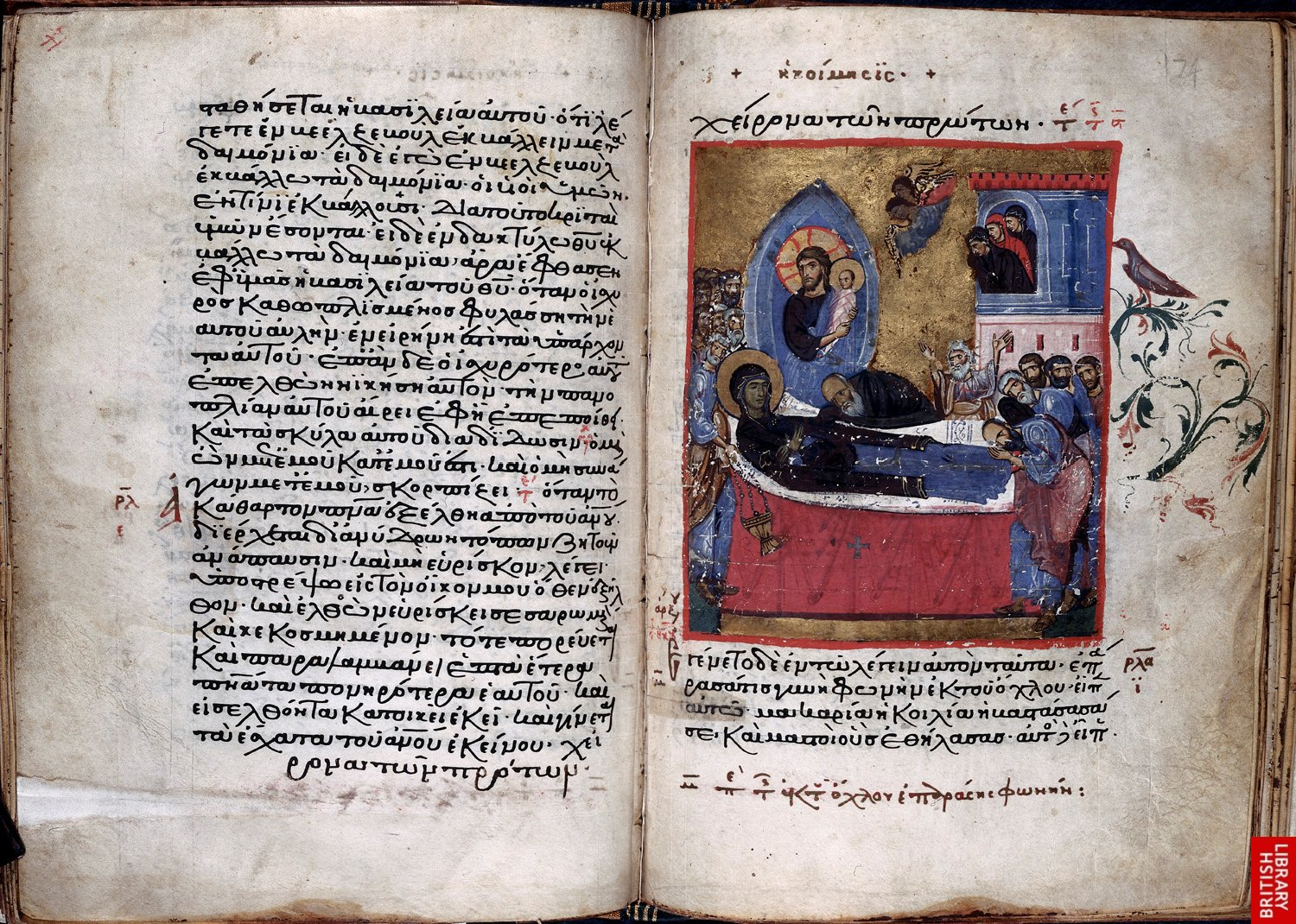
Minuskel 113; 11 of 12e eeuw

- 1c Minuskels: duizenden in doorlopend schrift geschreven handschriften van het Byzantijnse teksttype. Minuskels zijn geschreven in een moderner, lopend handschrift dat vanaf ongeveer 1100 gebruikt werd. Minuskels zijn vaak fraai geïllustreerd met afbeeldingen en kunstig bewerkte letters aan het begin van een hoofdstuk. Minuskels zijn meestal late getuigen van de Byzantijnse tekst. In deze groep worden weer enkele sub-families onderscheiden: familie 1 en familie 13.

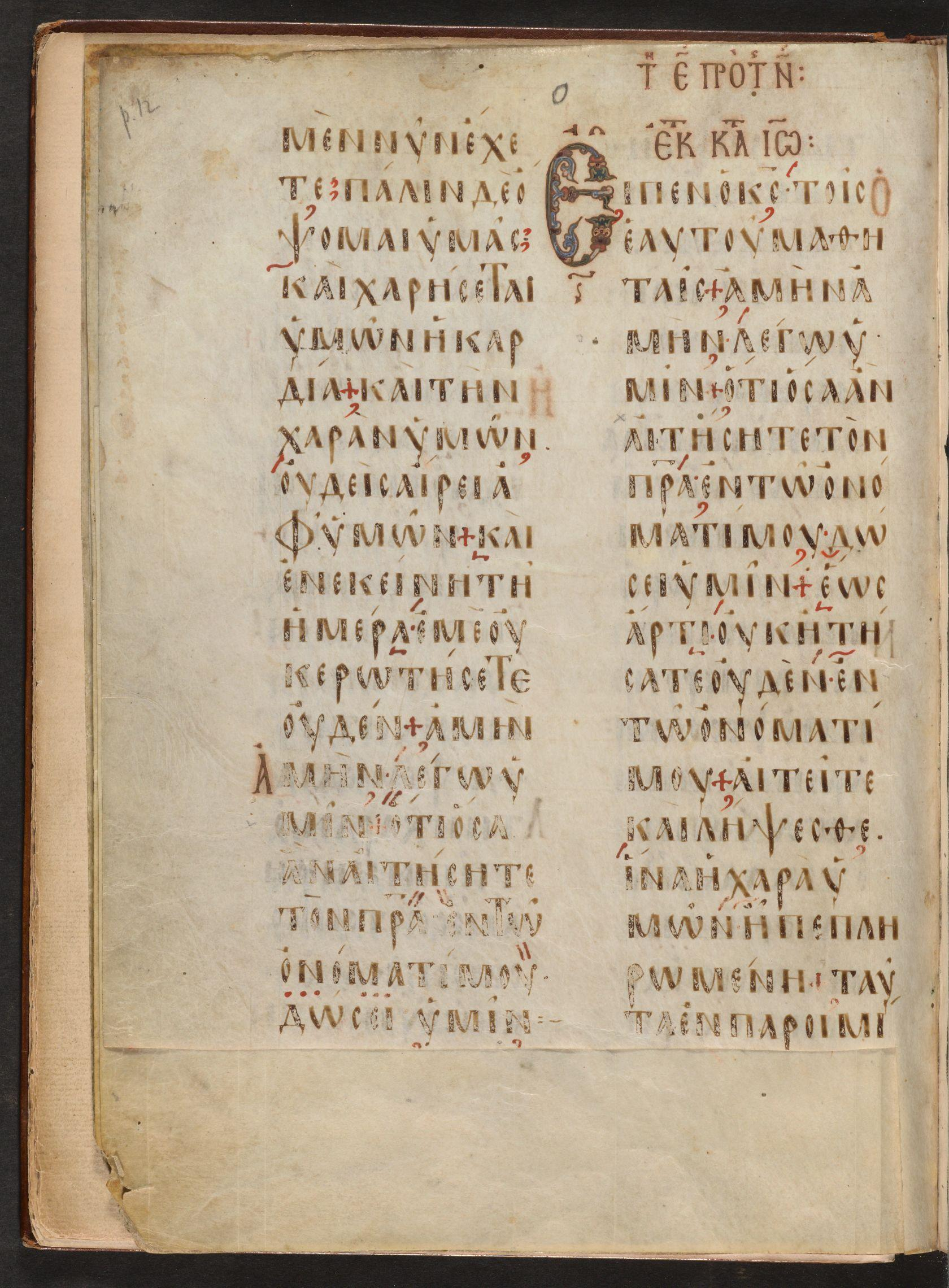
Evangelistarium ℓ296; 10e eeuw

- 1d Lectionaria:[15] Boeken met in de Byzantijnse eredienst te lezen Bijbelgedeelten; zowel in unciaal als in minuskel handschrift. Er waren lectionaria voor zondag en voor door de week; met alleen evangelie- of alleen apostelteksten, en met verschillende teksten. Er zijn zo’n 2200 van deze lectionaria bewaard gebleven. Vanwege hun gebruik in de Byzantijnse ritus gebruiken ze alle de Byzantijnse tekst. Soms is het begin van de pericoop aangepast, bijvoorbeeld is Hij dan vervangen door Jezus. De lectionaria dateren van de 8e tot en met de 12e eeuw. Nestle Aland 27, de standaard tekstkritische editie van het Nieuwe Testament noemt in het aanhangsel 10 lectionaria waar kennelijk gebruik van gemaakt is. Geen enkel lectonarium geldt als tekstgetuige van de eerste orde (vier worden als tweede-orde genoemd).[16] De waarde van de lectionaria voor de tekstkritiek is gering. (Ook onder de papyri, zoals P2, P3 en P4 bevinden zich handschriften die in Egypte als een soort lectionarium fungeerden; die zijn wel waardevol, omdat er toen nog geen standaardtekst was; en worden daarom niet tot de lectionaria, maar tot de papyri gerekend.).

### 2. Oude vertalingen
Al in de tweede eeuw gingen Christenen ertoe over het Nieuwe Testament in het Latijn en het Syrisch te vertalen. Vertalingen kunnen sporadisch een betwijfelde variant ondersteunen of minder waarschijnlijk maken. Het gaat hier om de vroegste Latijnse (de Vetus Latina), Syrische en soms Koptische of oud-Slavische vertalingen.
- 2a De oud-Latijnse vertalingen zijn getuigen van de westerse tekst, zoals:

codex a: Codex Vercellensis; een Latijnse vertaling van de evangeliën uit ongeveer 350 op perkament;
codex d: de Latijnse tekst van de tweetalige codex Bezae en codex Claromontanus zie hierboven.
- 2b de oud-Syrische vertalingen zijn vaak getuige van de 'Westerse Tekst'. (NB Syrisch = Aramees)

Helaas gebruikte de Syrische kerk vaak het Diatessaron waarin de teksten van de vier Evangeliën waren samengevoegd. De bruikbaarheid is daardoor vaak beperkt.
De latere, officieel erkende Vulgaat (Latijn) en Peshitta (Syrisch) zijn zelf veelvuldig gekopieerd en hebben dus een eigen tekstgeschiedenis. Als getuige van het Griekse origineel zijn ze veel minder bruikbaar. Dat geldt ook voor andere vertalingen waarop een enkele keer een beroep wordt gedaan:

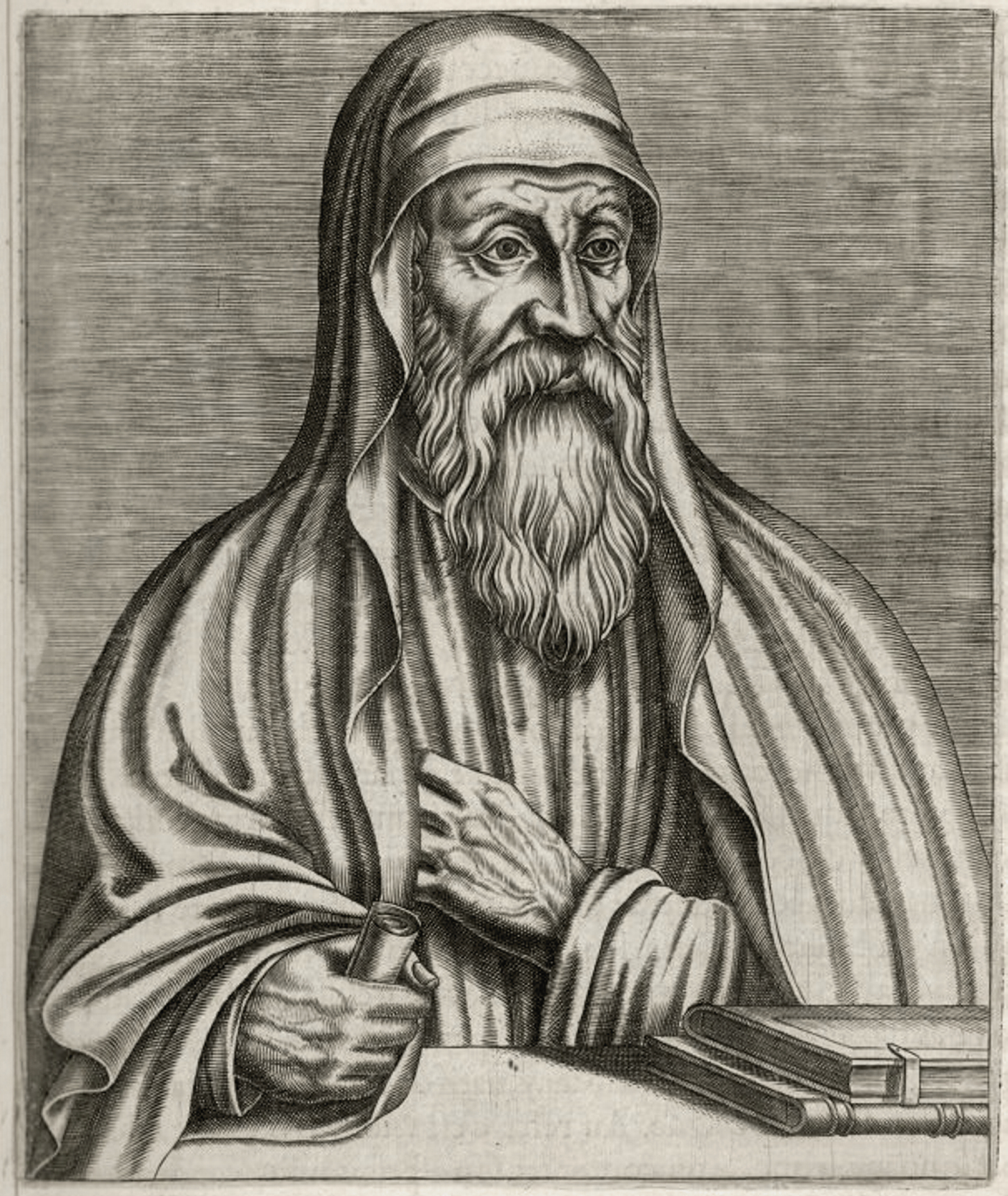
Origenes

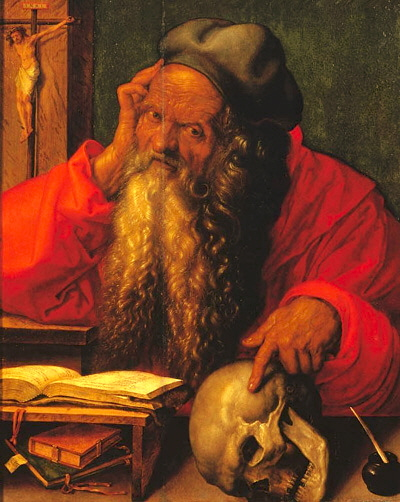
Hiëronymus, door Albrecht Dürer

- 2c Koptische vertaling
- 2d Armeense vertaling
- 2e Oudkerkslavische vertaling
- 2f Gotische vertaling

### 3. Citaten kerkvaders
"Apostolische Vaders" en "kerkvaders" zijn theologen uit de eerste eeuwen na Christus. In hun geschriften citeren zij vaak uit de Bijbel. Omdat we weten waar en wanneer deze kerkvaders leefden, kunnen we met behulp van deze citaten de geschiedenis en verspreiding van bepaalde tekstvarianten nagaan. Novum Testamentum Graece verwijst in het kritisch apparaat naar 72 kerkvaders. Bijvoorbeeld:
Origenes (185-254) had een catechetenschool te Alexandrië, die hij in 230 verplaatste naar Caesarea (Maritima). Hij deed veel werk aan het Oude Testament door een aantal Griekse vertalingen te vergelijken met het originele Hebreeuws en is daardoor van groot belang voor de tekstkritiek van de Septuagint. Hij ontwikkelde een christelijke allegorische Bijbeluitleg en schreef onder meer commentaren op het Evangelie volgens Johannes en volgens Matteüs. Er wordt in het Novum Testamentum Graece op drie manieren naar hem verwezen.
Or,
Orlat (Latijnse vertaling van zijn werk)
Ors (citaten uit een lang gedeelte van zijn Johannescommentaar H2:12-25).
Hiëronymus (347-419) is vooral bekend doordat hij de Bijbel opnieuw in het Latijn vertaalde, welke vertaling als de Vulgaat bekend kwam te staan. De Latijnse kerkvader is echter voor de tekstkritiek ook van belang door zijn preken en commentaren.